# Paisjusz (Samczuk)
Paisjusz, imię świeckie: Paweł Samczuk (ur. 15 sierpnia 1930 w Bohdanowce, zm. 20 marca 2008) – biskup Rosyjskiego Kościoła Prawosławnego.
Po ukończeniu szkoły średniej wstąpił w 1947 jako posłusznik do Ławry Poczajowskiej. Po trzech latach rozpoczął naukę w seminarium duchownym w Leningradzie, zaś w 1959 ukończył wyższe studia teologiczne w Leningradzkiej Akademii Duchownej, uzyskując tytuł kandydata nauk teologicznych za pracę poświęconą tekstom św. Jana Chryzostoma. Został skierowany do pracy w eparchii orłowskiej i briańskiej jako jeden z hipodiakonów służących w soborze Zmartwychwstania Pańskiego w Achtyrce. W 1978 przyjął święcenia diakońskie, a następnie kapłańskie z rąk arcybiskupa orłowskiego i briańskiego Gleba. Został wówczas proboszczem parafii przy soborze Zmartwychwstania Pańskiego w Briańsku, zaś od 1979 – dziekanem dekanatu briańskiego.
19 lipca 1988 złożył wieczyste śluby mnisze w Ławrze Troicko-Siergijewskiej, następnego dnia otrzymał godność archimandryty. 21 lipca tego samego roku został wyświęcony na biskupa orłowskiego i briańskiego. Od 1994, w związku z reorganizacją podziału administracyjnego eparchii jego tytuł uległ zmianie na biskup orłowski i liwieński. Od 1996 arcybiskup. Zmarł w 2008.